# Achery
Achery (prononcé [aʃʁi]) est une commune française située dans le département de l'Aisne en région Hauts-de-France.

## Géographie

### Localisation
Le village se situe près des communes de Travecy, Mayot, Anguilcourt-le-Sart, Danizy, La Fère. L'Oise traverse la commune. Des écarts existent autour du village : Ferme de la Carrière et l'ancienne poudrière. La commune se situe entre les communes de La Fère et de Mayot.

### Communes limitrophes
|         | Mayot  |                     |
| Travecy | Achery | Anguilcourt-le-Sart |
| La Fère | Danizy |                     |

### Hydrographie
La commune est située dans le bassin Seine-Normandie. Elle est drainée par l'Oise, la Serre et divers bras de l'Oise,,.
L'Oise prend sa source en Belgique, à 309 mètres d'altitude, dans l'ancienne commune de Forges et se jette dans la Seine à 20 mètres d'altitude, au Pointil en rive droite et en aval du centre de Conflans-Sainte-Honorine dans le département des Yvelines. D'une longueur 341 kilomètres, elle est presque entièrement navigable et bordée de canaux sur 104 kilomètres.
La Serre, d'une longueur de 96 km, prend sa source dans la commune de La Férée, à 265 m d'altitude, et se jette  dans l'Oise (rive gauche) à Danizy, à 52 m d'altitude, après avoir traversé 39 communes.
Le bras de Oise, d'une longueur de 17 km, prend sa source dans la commune de Châtillon-sur-Oise et se jette  dans l'Oise (rive gauche) sur la commune, après avoir traversé huit communes.

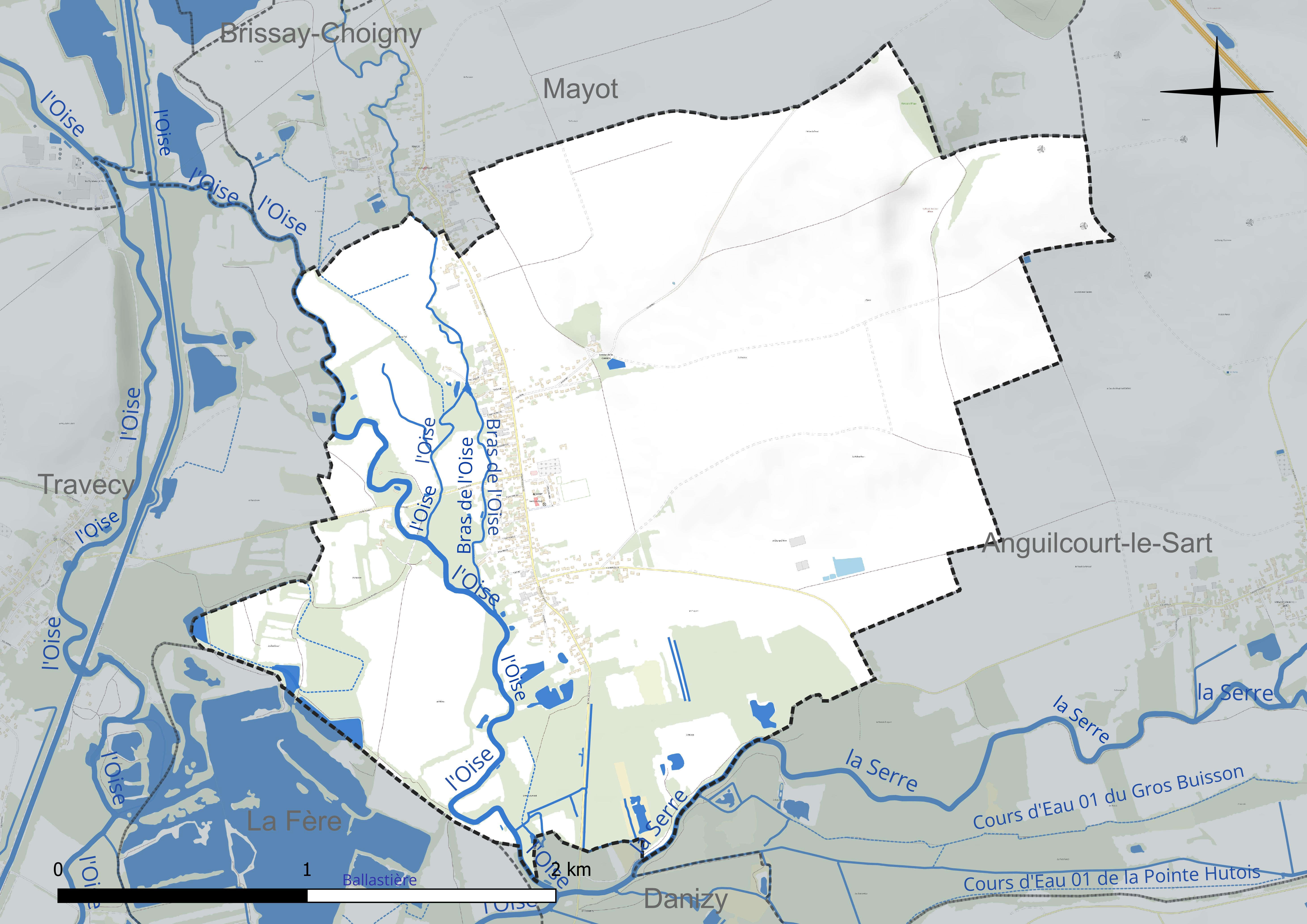
Réseau hydrographique d'Achery.

### Climat
Pour des articles plus généraux, voir Climat des Hauts-de-France et Climat de l'Aisne.
En 2010, le climat de la commune est de type climat océanique dégradé des plaines du Centre et du Nord, selon une étude du CNRS s'appuyant sur une série de données couvrant la période 1971-2000. En 2020, Météo-France publie une typologie des climats de la France métropolitaine dans laquelle la commune est exposée à un climat océanique altéré et est dans la région climatique Nord-est du bassin Parisien, caractérisée par un ensoleillement médiocre, une pluviométrie moyenne régulièrement répartie au cours de l'année et un hiver froid (3 °C).
Pour la période 1971-2000, la température annuelle moyenne est de 10,5 °C, avec  une amplitude thermique annuelle de 15,2 °C. Le cumul annuel moyen de précipitations est de 698 mm, avec 11,3 jours de précipitations en janvier et 8,7 jours en juillet. Pour la période 1991-2020 la température moyenne annuelle observée sur la station météorologique la plus proche, située sur la commune de Chauny à 15 km à vol d'oiseau, est de 11,1 °C et le cumul annuel moyen de précipitations est de 709,9 mm,. Pour l'avenir, les paramètres climatiques de la commune estimés pour 2050 selon différents scénarios d'émission de gaz à effet de serre sont consultables sur un site dédié publié par Météo-France en novembre 2022.

## Urbanisme

### Typologie
Au 1er janvier 2024, Achery est catégorisée commune rurale à habitat dispersé, selon la nouvelle grille communale de densité à 7 niveaux définie par l'Insee en 2022.
Elle est située hors unité urbaine. Par ailleurs la commune fait partie de l'aire d'attraction de Tergnier, dont elle est une commune de la couronne,. Cette aire, qui regroupe 14 communes, est catégorisée dans les aires de moins de 50 000 habitants,.

### Occupation des sols
L'occupation des sols de la commune, telle qu'elle ressort de la base de données européenne d'occupation biophysique des sols Corine Land Cover (CLC), est marquée par l'importance des territoires agricoles (86,1 % en 2018), en augmentation par rapport à 1990 (83,3 %). La répartition détaillée en 2018 est la suivante : 
terres arables (58 %), prairies (28,1 %), forêts (6,8 %), zones urbanisées (6,7 %), eaux continentales (0,4 %).
L'évolution de l'occupation des sols de la commune et de ses infrastructures peut être observée sur les différentes représentations cartographiques du territoire : la carte de Cassini (XVIIIe siècle), la carte d'état-major (1820-1866) et les cartes ou photos aériennes de l'IGN pour la période actuelle (1950 à aujourd'hui).

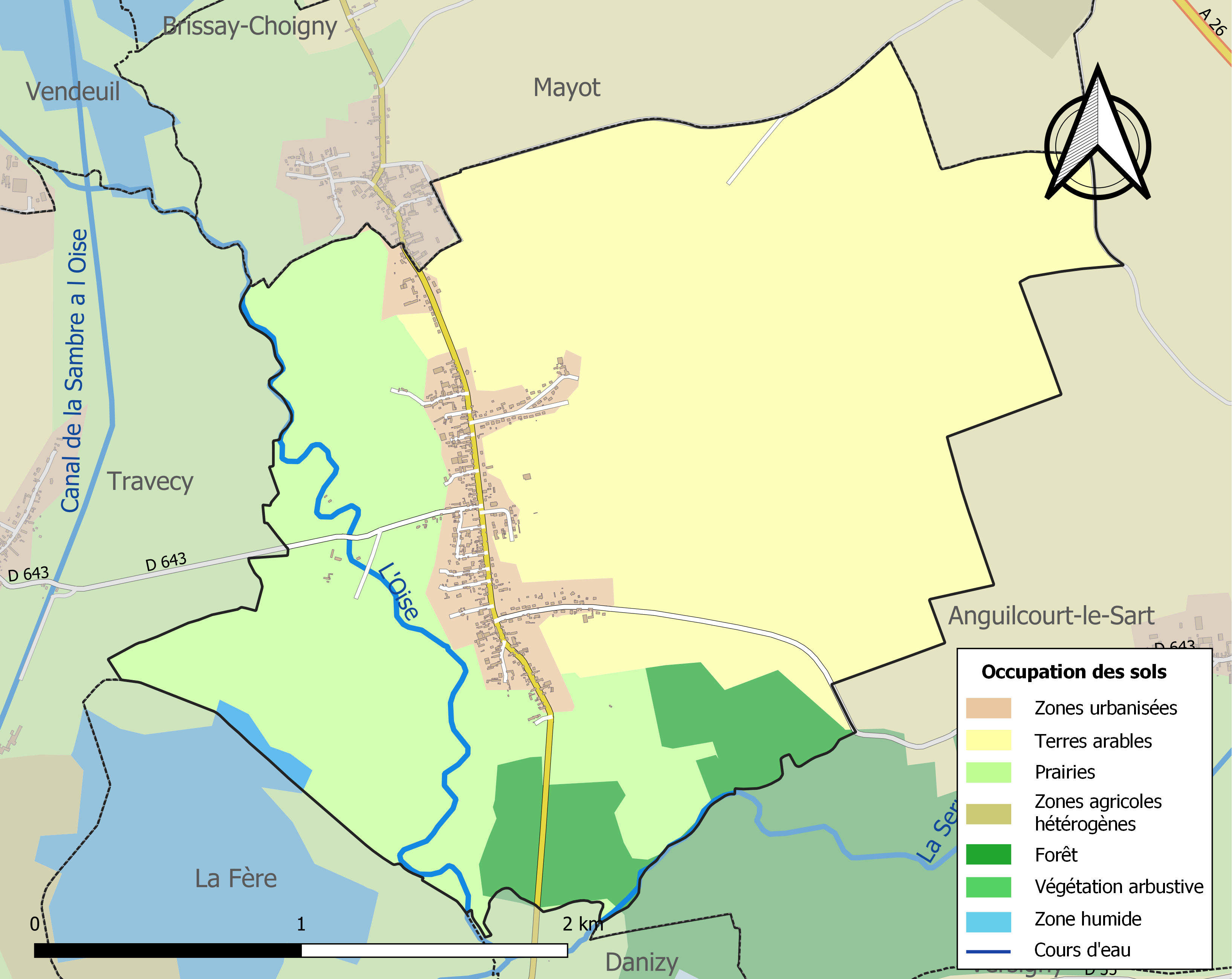
Carte des infrastructures et de l'occupation des sols de la commune en 2018 (CLC).

## Toponymie
Le nom de la localité est attesté sous les formes sous la forme latine , Achiriacus en 990, Archiriacum en 1065, Acheri en 1151.

L'appellation variera ensuite de nombreuses fois au fil des ans en fonction des différents transcripteurs : Fines parrochie de Acheri et Maioc, Domus de Achiriaco, Territoruium de Achery-prope-Sartum, Achery-sur-Oise en 1495, Chéry-et-Mayot, Acheri-le-Maiot, Chery-Mayot, Achery-lez-Maiotz et enfin l'orthographe actuelle  Achery sur la carte de Cassini vers 1750.
Ce toponyme, selon Ernest Nègre, dérive de l'anthroponyme germanique Acherius.

## Histoire

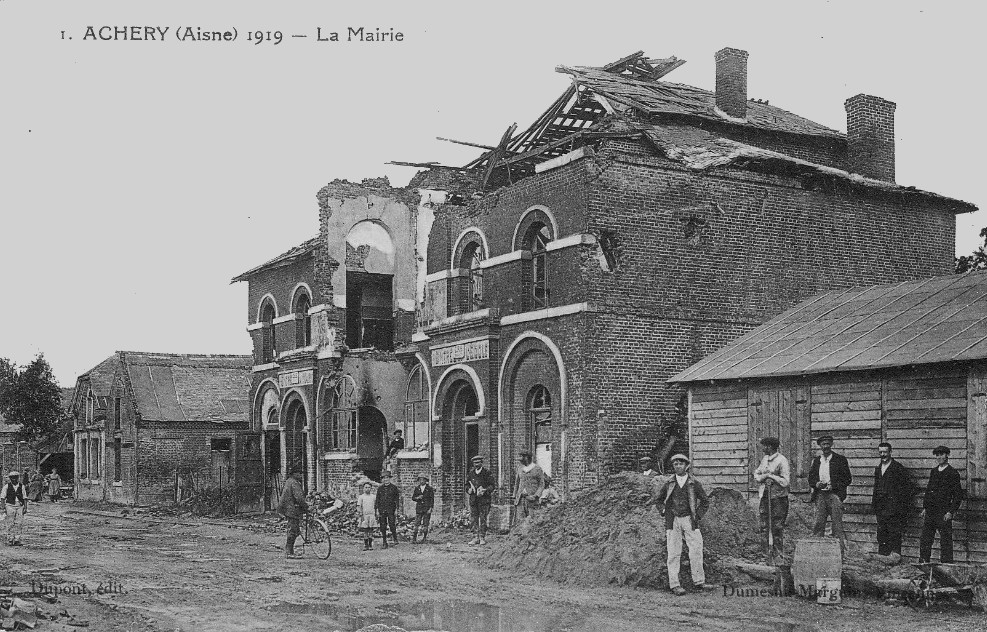
Carte postale de la mairie détruite en octobre 1918.

En 1336, Achery et le village voisin, Mayot, appartenant au seigneur Enguerrand VI de Coucy, sont échangés avec Albert de Roye, évêque de Laon en échange du village de Septvaux qu'ils se disputaient.
Achery possédait ses propres seigneurs. La seigneurie avait son château féodal mais celui-ci fut détruit une première fois, avant d'être rebâti au XIVe siècle. La seigneurie relevait du comté d'Anizy. Pendant la Révolution, le château fut détruit et Achery devint une commune indépendante. Pendant la Première Guerre mondiale, le village fut anéanti mais il a été reconstruit après la guerre.

Carte de Cassini

|  |  |  |

La carte de Cassini montre qu'au XVIIIe siècle, Achery était un hameau qui ne possédait donc pas d'église  situé sur la rive gauche de l'Oise. Le chemin de Ribemont à Tergnier traversait la Commune.

C'est le prêtre de Mayot qui était chargé d'enregistrer les actes de  naissance, mariages et décès. Le plus vieux registre paroissial datant de  1668 indique Paroisse Saint-Martin d'Achery-Mayot.

Un calvaire en pierre est représenté au nord-est du village.

Deux ponts en bois permettait aux charrettes de traverser les deux bras de l'Oise.

## Politique et administration

### Découpage territorial
La commune d'Achery est membre de la communauté d'agglomération Chauny-Tergnier-La Fère, un établissement public de coopération intercommunale (EPCI) à fiscalité propre créé le 1er janvier 2017 dont le siège est à Chauny. Ce dernier est par ailleurs membre d'autres groupements intercommunaux.
Sur le plan administratif, elle est rattachée à l'arrondissement de Laon, au département de l'Aisne et à la région Hauts-de-France. Sur le plan électoral, elle dépend du  canton de Tergnier pour l'élection des conseillers départementaux, depuis le redécoupage cantonal de 2014 entré en vigueur en 2015, et de la première circonscription de l'Aisne  pour les élections législatives, depuis le dernier découpage électoral de 2010.

### Liste des maires
| Période                                  | Période                       | Identité         | Étiquette | Qualité                                                         |
| ---------------------------------------- | ----------------------------- | ---------------- | --------- | --------------------------------------------------------------- |
| Les données manquantes sont à compléter. |                               |                  |           |                                                                 |
| 2001                                     | mai 2020                      | Georges Demoulin | DVD       | Retraité (entreprise publique), réélu pour le mandat 2014-2020, |
| mai 2020                                 | En cours (au 11 juillet 2020) | Marc Legard      |           |                                                                 |

### Tendances politiques et résultats
|}

## Population et société

### Démographie
L'évolution du nombre d'habitants est connue à travers les recensements de la population effectués dans la commune depuis 1793. Pour les communes de moins de 10 000 habitants, une enquête de recensement portant sur toute la population est réalisée tous les cinq ans, les populations de référence des années intermédiaires étant quant à elles estimées par interpolation ou extrapolation. Pour la commune, le premier recensement exhaustif entrant dans le cadre du nouveau dispositif a été réalisé en 2006.

En 2022, la commune comptait 586 habitants, en évolution de −2,66 % par rapport à 2016 (Aisne : −1,97 %, France hors Mayotte : +2,11 %).
| 1793 | 1800 | 1806 | 1821 | 1831  | 1836  | 1841  | 1846  | 1851  |
| ---- | ---- | ---- | ---- | ----- | ----- | ----- | ----- | ----- |
| 689  | 761  | 754  | 862  | 1 046 | 1 099 | 1 125 | 1 117 | 1 088 |

| 1856  | 1861  | 1866  | 1872 | 1876 | 1881 | 1886 | 1891 | 1896 |
| ----- | ----- | ----- | ---- | ---- | ---- | ---- | ---- | ---- |
| 1 099 | 1 074 | 1 046 | 924  | 927  | 895  | 908  | 809  | 763  |

| 1901 | 1906 | 1911 | 1921 | 1926 | 1931 | 1936 | 1946 | 1954 |
| ---- | ---- | ---- | ---- | ---- | ---- | ---- | ---- | ---- |
| 671  | 687  | 655  | 451  | 464  | 449  | 469  | 520  | 501  |

| 1962 | 1968 | 1975 | 1982 | 1990 | 1999 | 2006 | 2011 | 2016 |
| ---- | ---- | ---- | ---- | ---- | ---- | ---- | ---- | ---- |
| 508  | 524  | 508  | 578  | 564  | 540  | 533  | 608  | 602  |

| 2021 | 2022 | - | - | - | - | - | - | - |
| ---- | ---- | - | - | - | - | - | - | - |
| 594  | 586  | - | - | - | - | - | - | - |

### Manifestations culturelles et festivités
- Brocante en mai
- Fête le 3e dimanche de juin

## Culture locale et patrimoine

### Lieux et monuments
- Église Saint-Martin d'Achery : reconstruite après la guerre 1914-1918
- Monument aux morts
- Ancien moulin d'eau
- Pigeonnier carré
- Marais et étangs
- Vestiges de nombreuses casemates de la ligne Hindenburg

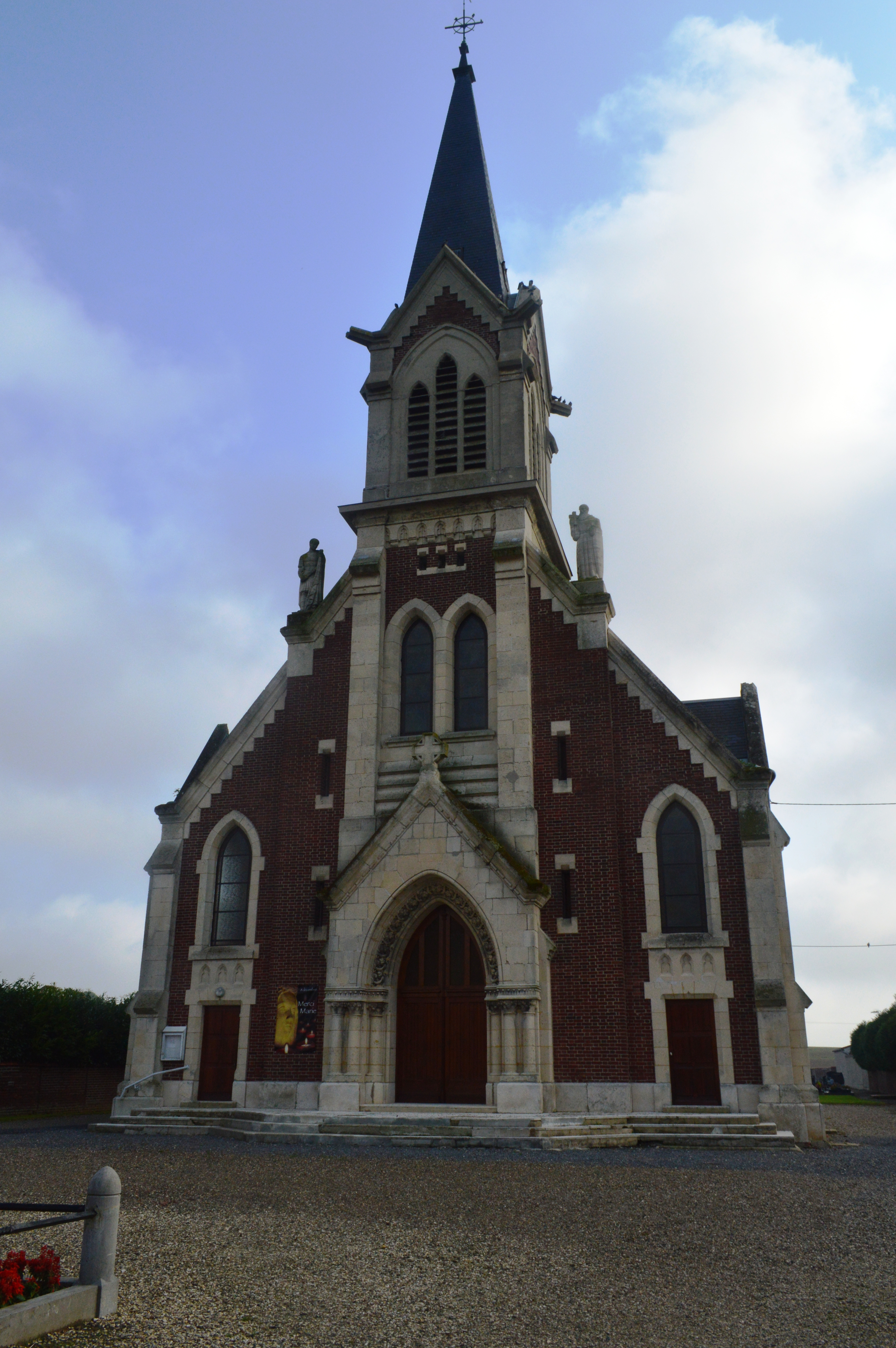
Église Saint-Martin.
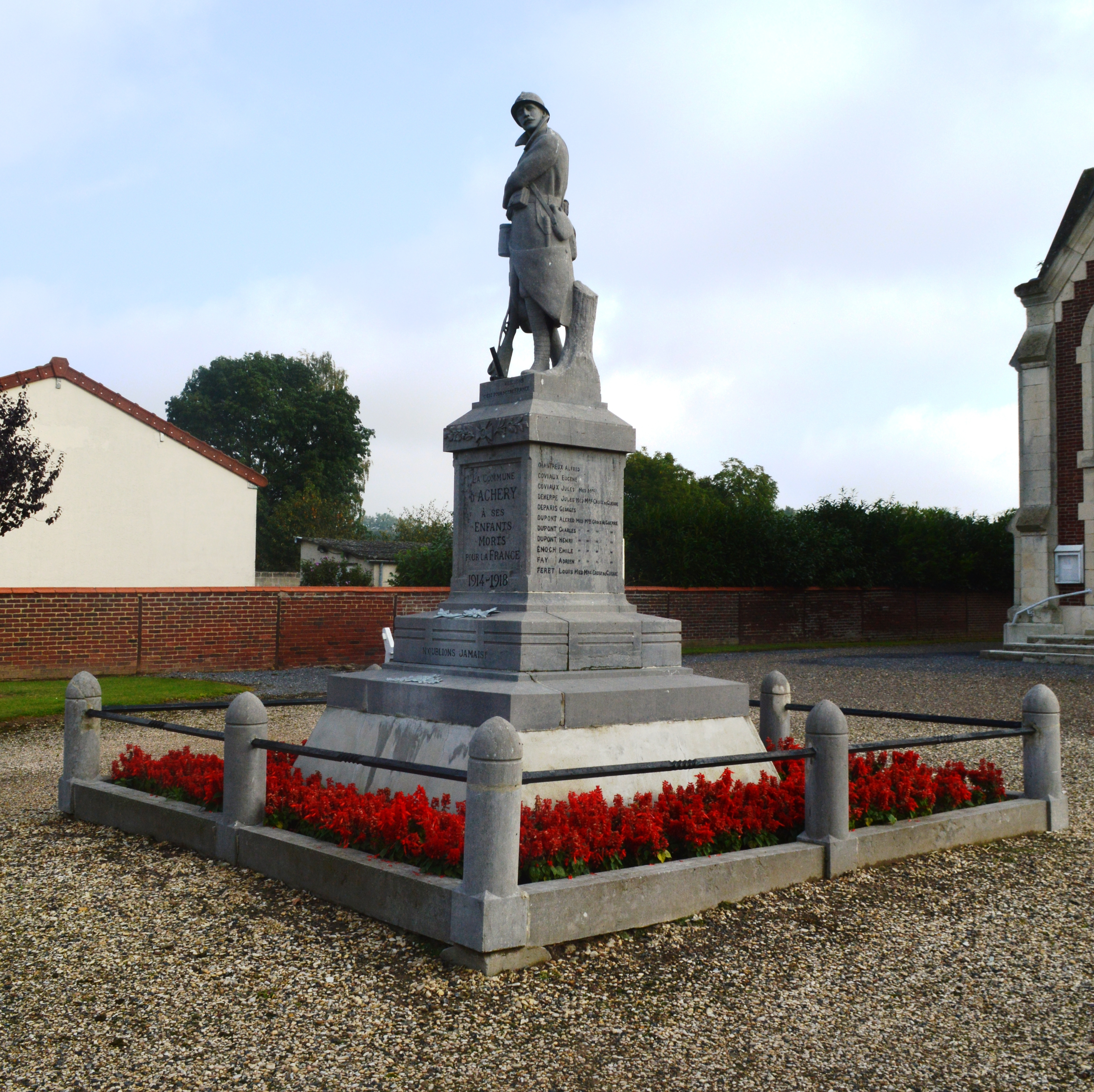
Monument aux morts.
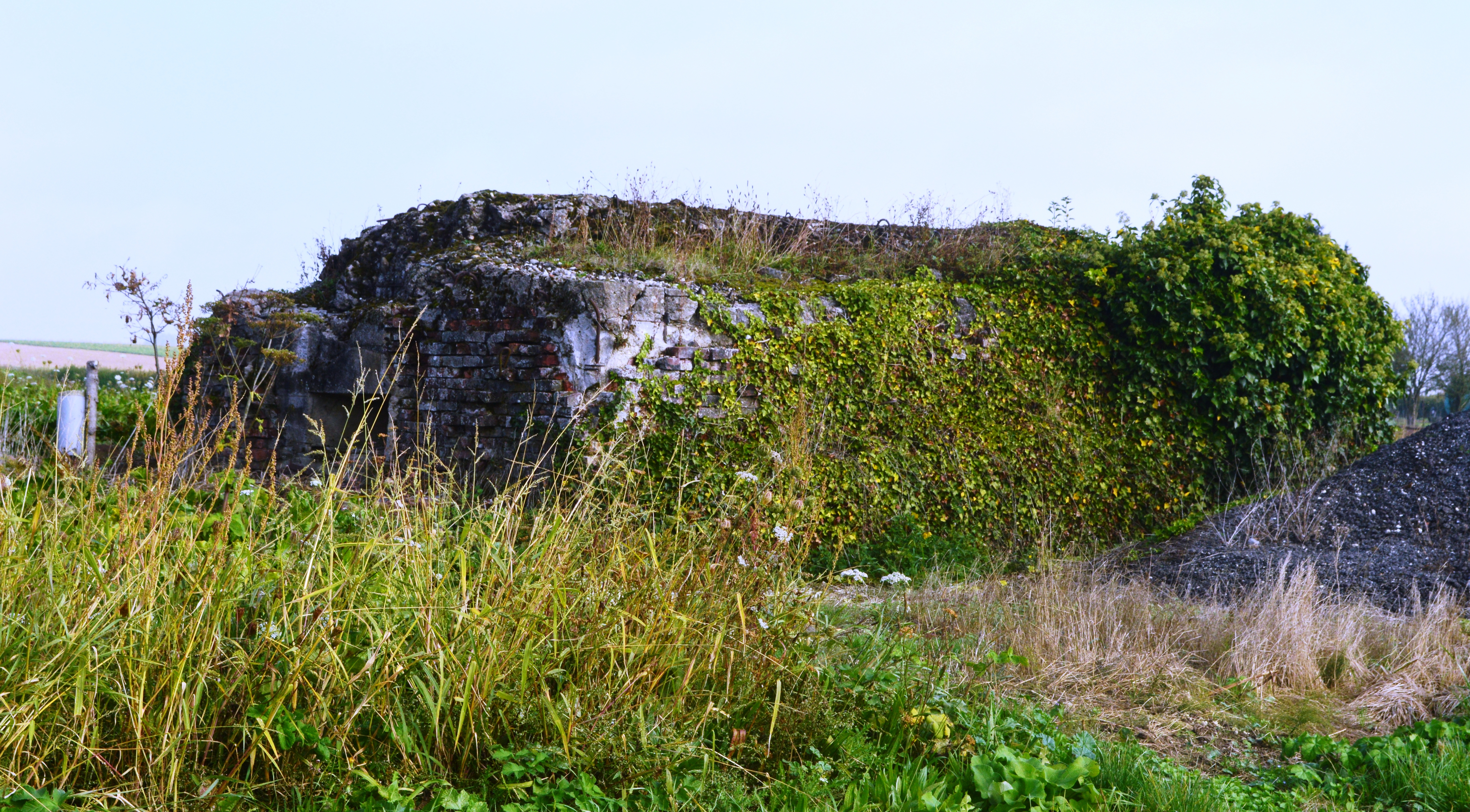
Un des casemates.
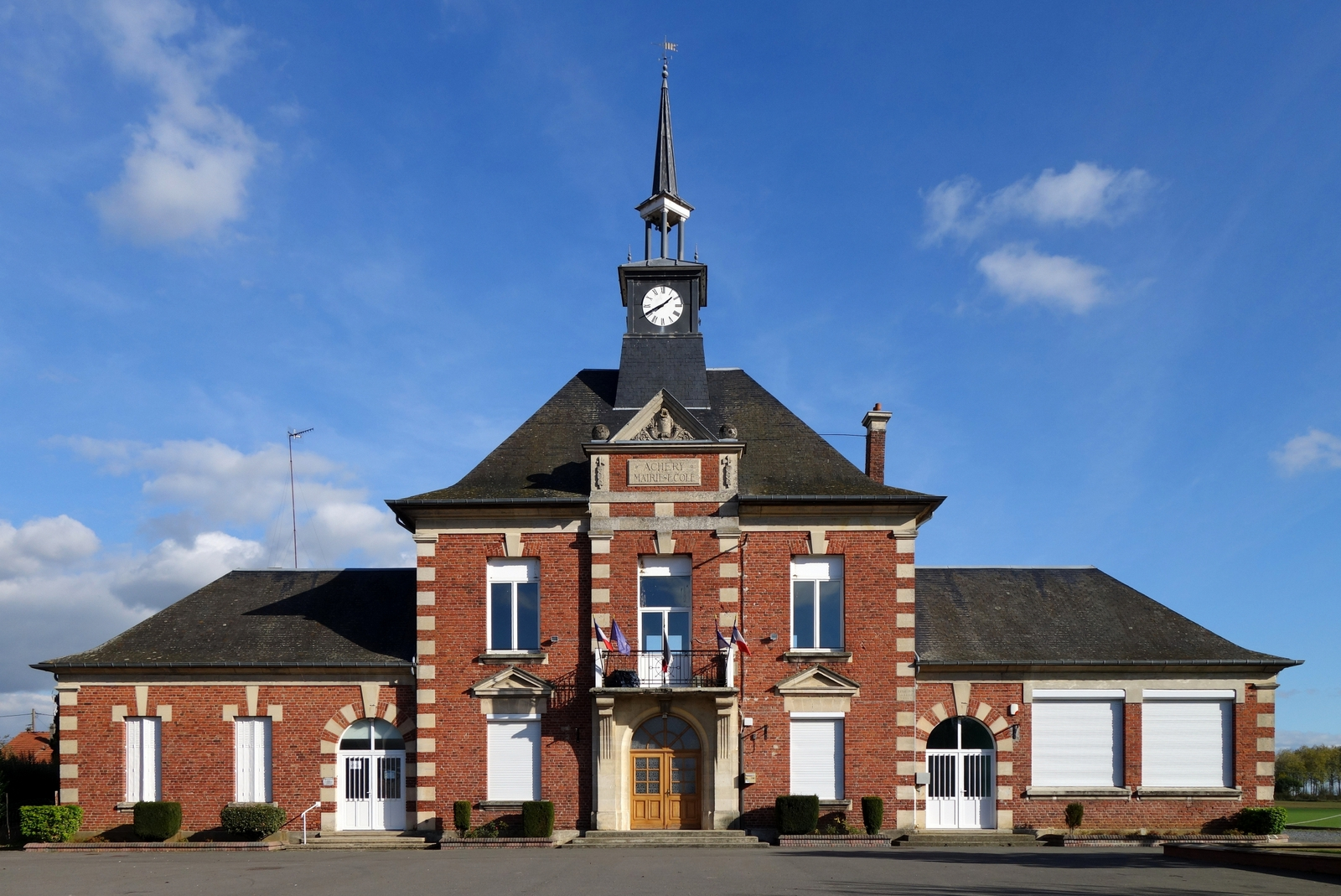
Mairie d'Achery.
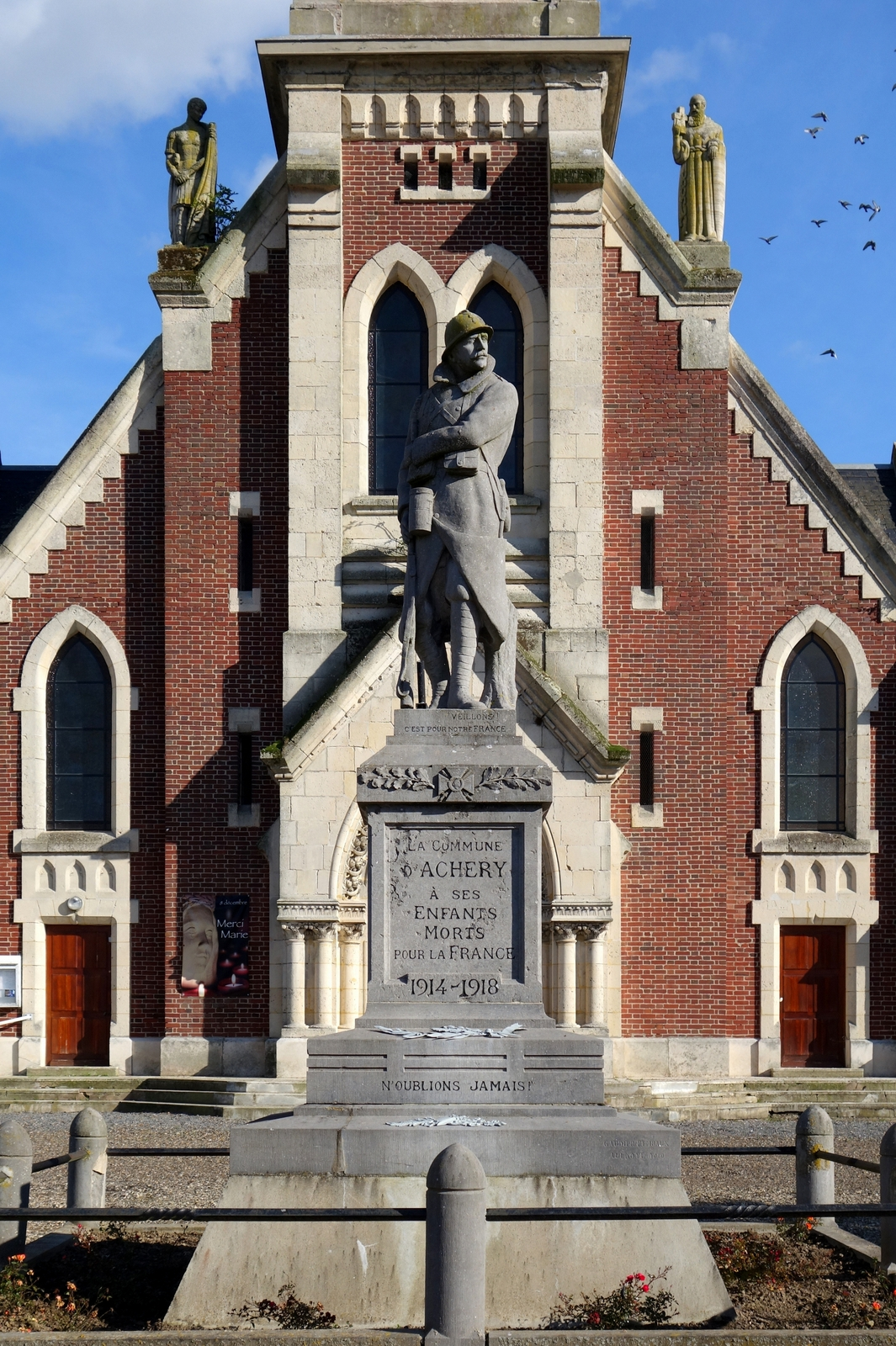
Monument aux morts d'Achery.

## Pour approfondir